# Miami International Autodrome
Miami International Autodrome je závodní okruh vybudovaný kolem Hard Rock Stadium na předměstí Miami v Miami Gardens na Floridě. Trať je dlouhá 5,412 km, má 19 zatáček a průměrná rychlost monopostů formule 1 během jednoho kola činí až 230 km/h. Trať byla navržena společností Apex Circuit Design. První Grand Prix Miami se na trati konala v roce 2022.

## Formule 1
| No. | Rok  | Jezdec         | Konstruktér | Motor      | Pneu | Čas           | Délka kola | Počet kol | Rychlost     | Datum     |
| --- | ---- | -------------- | ----------- | ---------- | ---- | ------------- | ---------- | --------- | ------------ | --------- |
| 1   | 2022 | Max Verstappen | Red Bull    | RBPT       | P    | 1:34:24,258 h | 5,412 km   | 57        | 196,061 km/h | 8. květen |
| 2   | 2023 | Max Verstappen | Red Bull    | Honda RBPT | P    | 1:27:38,241 h | 5,412 km   | 57        | 211,092 km/h | 7. květen |
| 3   | 2024 | Lando Norris   | McLaren     | Mercedes   | P    | 1:30:49,876 h | 5,412 km   | 57        | 203,774 km/h | 5. květen |
| 4   | 2025 | Oscar Piastri  | McLaren     | Mercedes   | P    | 1:28:51,587 h | 5,412 km   | 57        | 208,188 km/h | 4. květen |